# Hospital Universitario de Gran Canaria Doctor Negrín
El Hospital Universitario de Gran Canaria Doctor Negrín es un centro hospitalario ubicado en la ciudad de Las Palmas de Gran Canaria, capital de la isla de Gran Canaria (Islas Canarias, España). Fue inaugurado en el año 1999 sustituyendo al antiguo Hospital Nuestra Señora del Pino, el cual desde 1964 había sido el principal dispositivo de asistencia especializada en la provincia de Las Palmas. El nombre de este nuevo hospital homenajea al médico y político grancanario Juan Negrín, quien llegó a ser presidente de gobierno durante la Segunda República española. El Complejo Hospitalario Universitario Doctor Negrín está conformado por el Hospital Universitario de Gran Canaria Doctor Negrín, el Hospital San Roque de Guía y el Hospital Universitario de Salud Mental Juan Carlos I. Es junto con el Hospital Universitario Insular de Gran Canaria, uno de los dos hospitales generales de la isla de Gran Canaria. 
Atiende a la población del área norte, las medianías (exceptuando Valsequillo) y oeste de Gran Canaria. Además es hospital de referencia para las islas de Lanzarote y La Graciosa. El centro se sitúa junto a la Autovía GC-23 (Autovía Santa Catalina-Lomo Blanco) lo que posibilita un fácil acceso al mismo. 
El Hospital cuenta con 704 camas en el área de Hospitalización y 43 de Hospital de Día, lo que hace un total de 747 camas y además incluye un área quirúrgica con 20 quirófanos y 86 locales para la atención de Consultas Externas. Es el centro hospitalario de referencia para la Provincia de Las Palmas en múltiples especialidades como oncología radioterápica o cirugía cardiaca, y también es el centro hospitalario de referencia para toda Canarias en varias especialidades como trasplante alogénico emparentado de médula ósea o el trasplante cardíaco. Además, el Hospital Dr. Negrín será el único hospital de Canarias y uno de los 8 de España que contará con una unidad oncológica de Protonterapia.

## Área de influencia
Se proporciona cobertura sanitaria a los habitantes de los municipios de:

### Gran Canaria (Zona básica de salud)
- Las Palmas de Gran Canaria (exceptuando el cono sur).
- Arucas
- Santa María de Guía de Gran Canaria
- Gáldar
- Agaete
- Firgas
- Moya
- Valleseco
- Santa Brígida
- Vega de San Mateo
- Artenara
- Tejeda
- Teror
- La Aldea de San Nicolás

### Lanzarote y La Graciosa (Hospital de referencia)
- Yaiza
- Tías
- Tinajo
- San Bartolomé
- Arrecife
- Teguise
- Haría